# Verb copulativ
În sintaxa propoziției, un verb copulativ este un verb care, fiind la un mod personal, leagă subiectul de un cuvânt de natură nominală (substantiv, pronume, adjectiv, numeral), sau folosit cu valoare nominală (verb la participiu, la infinitiv sau la supin, adverb), având funcția de nume predicativ. Împreună cu acesta, verbul copulativ formează un predicat nominal.
La un mod nepersonal, verbul copulativ formează împreună cu numele predicativ o construcție nominală (infinitivală, gerunzială, participială sau de supin).
În sintaxa frazei, verbul copulativ leagă subiectul propoziției regente de o propoziție predicativă. Exemple: El este ce nu pare, Fiind ce nu pare, a putut rezolva totul.
În unele limbi, ca cele romanice, se poate omite facultativ verbul copulativ „a fi” în unele situații, iar în alte limbi lipsește în mod obligatoriu în anumite cazuri (de pildă în rusă), în unele din aceste limbi putând fi înlocuit cu un alt cuvânt, de exemplu un pronume, printre altele în arabă. În unele limbi, precum japoneza, se folosesc particule copulative, iar în altele, ca limba turcă – sufixe copulative.

## Caracteristici generale și folosiri ale verbului copulativ
Din punct de vedere morfologic, verbul copulativ este cel ce exprimă categoriile gramaticale pe care le poate avea predicatul în limba considerată: persoana, numărul, timpul, modul, în unele limbi aspectul, genul.
Din punct de vedere sintactic, un asemenea verb se opune, prin contextul pe care îl are, unui verb care exprimă un predicat verbal. El acceptă în structura de bază vecinătatea unui adjectiv (ex. este / devine / rămâne neascultător), și chiar cere obligatoriu atât prezența unui asemenea cuvânt sau al altuia care poate exprima numele predicativ, și concomitent prezența subiectului exprimat printr-un cuvânt sau un grup nominal, ori numai prin desinența verbului.
Din punct de vedere semantic, verbul copulativ are sens lexical nul (verbul a fi) sau slab (alte verbe), fiind în primul rând un instrument gramatical. Informația semantică este purtată în primul rând de numele predicativ. Verbul copulativ contribuie la stabilirea mai multor tipuri de relații între subiect și numele predicativ:
- echivalență:

ro  Munca înseamnă satisfacție;
fr  Partir c’est mourir un peu „A pleca înseamnă a muri puțin”;
BCMS Rat je danas nauka „Războiul este astăzi o știință”;
- identificare:

ro  El este directorul;
fr  Ce chien est Médor „Câinele ăsta e Médor”;
en  Jo is the leader „Jo este șeful”;
hu  Az lesz a te ajándékod, ami a kis dobozban van „Cadoul tău va fi ce este în cutia cea mică” ;
- calificare (printr-un adjectiv sau un substantiv):

ro  El este inteligent, Inelul ei este de aur;
fr  Cette fille est charmante „Fata asta e încântătoare”, Jean est professeur „Jean este profesor”;
en  He has become very handsome „(El) s-a făcut foarte frumos”, She is a dancer „(Ea) este dansatoare”;
hu  A villamos sárga lehet „Tramvaiul poate fi galben”, Péter tanár volt „Péter a fost profesor”;
BCMS Takav je bio „Așa era (el)”, Ja jesam vještac „Eu sunt într-adevăr vrăjitor”;
- posesie:

ro  Cartea este a ei;
fr  Ce livre est à Jean „Cartea asta e a lui Jean”;
en  This book is John's „Cartea asta e a lui John”;
BCMS On je naš „El este al nostru”.
Din punctul de vedere al aspectului există verbe copulative statice (a fi și sinonimele lui) și progresive (sau dinamice): a deveni și sinonimele lui.
Din punct de vedere stilistic, verbul copulativ participă la formarea unui tip de metaforă explicită, în mai multe variante:
- cu formula pozitivă A este B: Chiar moartea însăși e-o părere / Și un vistiernic de vieți (Mihai Eminescu);
- în formă negativă (A nu este B), metafora infirmată: Un sân nu e Nirvana și-un pântec nu-i abisal (Vasile Voiculescu);
- în formă interogativă: E mâna ta în aer? / Sau prima rândunică? / E tremur viu de pleoapă? / Ori gingaș flutur viu? (V. Voiculescu).

## Verbe considerate copulative
Inventarul de verbe copulative este controversat. În gramatica românească, autorii care nu iau în seamă elementul predicativ suplimentar ca parte de propoziție consideră verbe copulative a fi, a deveni, a însemna (cu sensul „a echivala cu”), a se arăta, a se chema, a ieși, a se naște, a se numi, a părea, a rămâne, a ajunge, a constitui, a reprezenta, a întruchipa, a se face. Avram 1997, care ia în seamă elementul predicativ suplimentar, vede ca verbe copulative numai a fi, a deveni și a însemna, ex. Ei sunt veseli, El devine palid, Învățătura înseamnă muncă.
Unii autori numesc verbe semicopulative, verbe pseudocopulative sau copule lexico-gramaticale toate verbele considerate copulative în afară de a fi, cu argumentul că acesta este singurul cu sensul lexical zero, pe când celelalte își păstrează, integral sau parțial, sensul lexical, participând la semantica globală a predicatului nominal.
În alte gramatici decât românești se iau în seamă ca verbe copulative echivalente ale celor de mai sus, precum și altele:
fr :
Mme Éléonore tomba malade dangereusement „Doamna Éléonore se îmbolnăvi grav” (literal „… căzu bolnavă”) (Gustave Flaubert);
Le marché s’avéra fructueux „Târgul se dovedi a fi rodnic” (Romain Rolland);
Il s’affirme grand comédien „(El) se arată a fi un mare actor”;
Le règlement de ces importations se révèle difficile ou impossible „Achitarea acestor importuri se arată a fi dificilă sau imposibilă”;
Celui qui est trouvé avec les coupables est censé complice „Cel care este găsit împreună cu vinovații este presupus a fi complice”;
Ce pays jadis prospère s’est changé en désert „Acest ținut cândva prosper s-a transformat în deșert”;
en :
He fell ill „S-a îmbolnăvit” (literal „El a căzut bolnav”);
She feels angry „(Ea) se simte furioasă”;
He/She stayed quiet „Stătea liniștit(ă)”;
hu  Elmúltam húszéves „Am trecut de (vârsta de) 20 de ani”.
BCMS Ośeća se prevarenim „Se simte înșelat”

## Particularități ale folosirii verbului copulativ în câteva limbi

### În limbi romanice

#### În română
În limba română sunt diverse situații în care nu se folosește verb copulativ. Una din acestea este motivată de evitarea repetiției în dialog (– Era trist? – Trist), în coordonare (El era vesel, iar ea tristă), sau în propoziția circumstanțială concesivă: Deși sărac, e optimist.
Alt caz este cel al propoziției numite „nominală calificativă”, ex. Vorba lungă sărăcia omului, El savant?, Bine că ai venit, Bucuroși de oaspeți?, Toate ca toate, dar…. Asemenea propoziții sunt deseori exclamative: Ce fată frumoasă!, Năprasnic ger!

#### În franceză
În limba franceză, omiterea verbului copulativ se întâlnește în unele propoziții enunțiative (ex. À vous la parole „Aveți cuvântul” lit. « La dumneavoastră cuvântul ») sau exclamative : Délicieux, vos gâteaux ! « Delicioase mai sunt prăjiturile dumneavoastră! », Drôle de type ! „Ciudat individ!”, Magnifique ! „Minunat(ă)!”
În frază se găsește nume predicativ fără verb copulativ:
- subordonând o propoziție atributivă: Heureux qui frissonne aux miracles de cette poésie „Fericit cine freamătă la miracolele acestei poezii” (Anatole France)[29];
- subordonând o propoziție subiectivă: Inutile que vous en parliez là-bas ! „Nu are rost să vorbiți despre asta acolo!” (lit. „Inutil să…”) (Gustave Flaubert)[30];
- în propoziție circumstanțială concesivă: Quoique malade, Lucie a voulu nous accompagner „Deși bolnavă, Lucie a vrut să vină cu noi”[31].

#### În spaniolă
Una din particularitățile limbii spaniole este existența a două verbe corespunzătoare lui a fi. Ambele sunt folosite și ca verbe copulative.
Unul dintre aceste verbe este ser. În general se folosește când identitatea sau calitatea sunt văzute ca permanente:
- cu un substantiv: Soy arquitecto „Sunt arhitect”;
- cu un verb la infinitif: Eso es sufrir „Aceasta e suferință” (lit. „… a suferi”);
- cu o propoziție subordonată: La dificultad es que no tenemos dinero „Dificultatea este că nu avem bani”;
- cu un adjectiv considerat ca exprimând o proprietate inerentă subiectului: Este libro es triste „Cartea asta e tristă”.

Verbul estar este folosit mai ales cu adjective, atunci când exprimă:
- o proprietate provizorie sau văzută ca atare de vorbitor: La sopa está caliente „Supa e caldă”, Está muy optimista „Este foarte optimist(ă)”;
- o proprietate enunțată de vorbitor implicând propria lui subiectivitate: Elena está muy guapa „Elena e foarte frumoasă (după părerea mea)”.

### În rusă
Rusa este o limbă în care, spre deosebire de alte limbi slave, verbul быть (bît'), corespunzător lui „a fi” nu mai are la indicativ prezent decât forma de persoana a III-a singular, dar nici aceasta nu se folosește ca verb copulativ, de aceea, la indicativ prezent, verbul copulativ este zero, ex. Она сегодня нарядная Ona sevodnia nariadnaia „Astăzi ea este elegantă”. În schimb la celelalte moduri și timpuri, verbul acesta se folosește la toate persoanele: Он был начальником On bîl nacial'n'ikom „(El) a fost/era șef(ul)”, Маша будет нарядная Mașa bud'et nariadnaia „Mașa va fi elegantă”, Будь весёлой! Bud' vesioloi! „Fii veselă!”, будучи больным buduci bol'nîm „fiind bolnav”. Fără verb copulativ și cu acesta la viitor, numele predicativ este la nominativ, dar cu copulativul la trecut și la gerunziu este la instrumental.

### În maghiară
În limba maghiară, verbul van, corespunzător lui „a fi”, are toate formele personale. Se omite obligatoriu ca verb copulativ numai la indicativ prezent, persoana a III-a singular și plural, în propoziție neutră: Attila tanár „Attila este profesor”, A könyvek régiek „Cărțile sunt vechi”. La această formă se folosește numai dacă este scos în evidență prin accentuare mai intensă: Géza van olyan jó matematikus, mint Miklós „Géza este un matematician atât de bun ca Miklós”. La alte persoane, moduri și timpuri nu este omis (vezi exemple mai sus).

### În ebraica modernă
În limba ebraică, situația este asemănătoare cu cea din rusă în privința verbului corespunzător lui „a fi”. La indicativ prezent este absent : ioram aief „Ioram e obosit”, dar funcția verbului copulativ poate fi îndeplinită de pronumele personal corespunzător subiectului : sarah șelanu hi aiefa „Sara noastră e obosită” (lit. „Sara noastră ea obosită”). Pronumele personal este în general cerut dacă numele predicativ este un substantiv: ioram hu rav „Ioram este rabin” (lit. „Ioram el rabin”). Copulativul poate fi un pronume demonstrativ, cu nume predicativ inanimat, când subiectul este nedefinit: rofim ze mikre meiuhad „Medicii sunt un caz special” (lit. „Medici acesta caz special”). Verbul „a fi” este prezent la alte forme: hu haia kețat lo naim „(El) a fost cam dezagreabil”, hu iihie gavoah mișear ehav „(El) va fi mai înalt decât frații lui”.

### În arabă
Nici în limba arabă nu este verb copulativ la prezent, în propoziție pozitivă, numele predicativ fiind la nominativ, ex. al-Tariiq-u Tawiil-un „Drumul este lung”, ’anti Sadiiqat-ii „(Tu) ești prietena mea”. Se poate folosi la prezent și în arabă un pronume personal copulativ: al-muhimm-u huwa l-‘iamal-u „Importantă este munca” (lit. „Importantul el munca”). O asemenea propoziție este negată cu un verb copulativ cu sensul „a nu fi” plasat la începutul ei, numele predicativ fiind la acuzativ: lays-a xabiir-an „(El) nu este expert”. La trecut și la viitor se folosește verbul cu sensul „a fi”, tot la începutul propoziției, numele predicativ fiind tot la acuzativ: kaan-a l-Tariiq-u Tawiil-an „Drumul a fost lung”, sa-ta-kuun-u zawjat-ii Tabiibat-an „Nevasta mea va fi doctoriță”.

## Limbi fără verb copulativ

### Japoneza
În limba japoneză, ceea ce în alte limbi este luat în seamă ca nume predicativ poate forma singur predicatul în registrul de limbă familiar, de exemplu:
Watashi wa Kyoto no shusshin „Eu sunt din Kyoto” (lit. „Eu TEMĂ Kyoto ATRIBUT loc de origine”);
Minako wa kawaii „Minako e drăguță” (lit. „Minako TEMĂ drăguță”).
În registrul de limbă curent, la sfârșitul unor asemenea propoziții se adaugă particula da, interpretată în general de către lingviști drept cuvânt copulativ, deși nu are aceeași valoare ca de pildă verbul eglezesc be „a fi” copulativ, ex. Watashi wa Kyoto no shusshin da. Pentru a exprima și politețe, vorbitorul înlocuiește particula da cu particula desu: Watashi wa Kyoto no shusshin desu.

### Turca
Și în limba turcă, adjectivul și substantivul pot forma singure predicatul nominal la prezent, persoana a treia singular, dacă propoziția nu este marcată pentru aspect sau pentru modalitate, ex. Necla öğretmen „Necla e profesoară”. În anumite cazuri este la fel și la plural: Öğretmenler „Ei/Ele sunt profesori/profesoare” (lit. „Profesori”, cu accent pe penultima silabă, căci dacă se accentuează ultima, este vorba de simplul substantiv la plural) . În alte situații se folosesc sufixe copulative cu forme diferite după timp, mod etc. Alte sufixe se pot adăuga la cel copulativ, ultimul sufix fiind desinența personală, care este zero la persoana a treia singular: Necla öğretmendi „Necla era/a fost profesoară” (lit. „Necla profesor-SUFIX COPULATIV TRECUT”), Biraz yorgundum „Eram/Am fost cam obosit(ă)” (lit. „Cam obosit(ă)-SUFIX COPULATIV TRECUT-DESINENȚĂ PERS. I SG.”), Öğrenciydiler „Erau studenți/studente” (lit. „Student-SUFIX COPULATIV TRECUT-DESINENȚĂ PERS. III PL.”).